# Neodiapterna
Neodiapterna är ett släkte av skalbaggar. Neodiapterna ingår i familjen Aphodiidae.
Kladogram enligt Catalogue of Life:
| Neodiapterna | \| \| Neodiapterna erichsoni \| \| \| \| \| \| Neodiapterna tognoni \| \| \| \| |
|              | \| \| Neodiapterna erichsoni \| \| \| \| \| \| Neodiapterna tognoni \| \| \| \| |
|              | Neodiapterna erichsoni                                                          |
|              |                                                                                 |
|              | Neodiapterna tognoni                                                            |
|              |                                                                                 |